# تپه الولک خرابه
تپه الولک خرابه مربوط به دوران پیش از تاریخ ایران باستان است و در شهرستان قزوین، بخش مرکزی، روستای الولک واقع شده و این اثر در تاریخ ۲۵ اسفند ۱۳۸۰ با شمارهٔ ثبت ۵۵۳۶ به‌عنوان یکی از آثار ملی ایران به ثبت رسیده است.